# Breščak
Breščak je priimek več znanih Slovencev:
- Danilo Breščak (*1947), arheolog, konservator
- Irena Breščak, profesorica biologije na Škofijski gimnaziji Vipava, varuhinja Filipičevega herbarija
- Iva Breščak (1905—1991), pisateljica in publicistka
- Jernej Breščak (*1977), alpinist, inštruktor
- Mateja Breščak, umetnostna zgodovinarka, vodja kustodiatov NG
- Peter Breščak (1939—1979), novinar
- Robert Breščak (1913—2001), zobozdravnik
- Stanko Breščak (1911—1960), pesnik
- Tea Breščak (1895—1973), slikarka
- Tonca Breščak (1889—1965), pesnica